# Área metropolitana de Fayetteville
El área metropolitana de Fayetteville o Área Estadística Metropolitana de Fayetteville, NC MSA, como la denomina la Oficina del Censo de los Estados Unidos, es un Área Estadística Metropolitana centrada en la ciudad de Fayetteville, estado de Carolina del Norte, en Estados Unidos. Su población según el censo de 2010 es de 366.383 de habitantes, convirtiéndola en la 139.º área metropolitana más poblada de los Estados Unidos.

## Composición
Los 2 condados que componen el área metropolitana, junto con su población según los resultados del censo 2010:
- Cumberland – 319.431 habitantes
- Hoke – 46.952 habitantes

## Principales ciudades del área metropolitana
Ciudad principal o núcleo
- Fayetteville

Comunidades con más de 10.000 habitantes
- Fort Bragg
- Hope Mills

Comunidades con 1.000 a 10.000 habitantes
- Eastover
- Raeford
- Rockfish
- Spring Lake
- Fletcher
- Vander
- Silver City

Comunidades con menos de 1.000 habitantes
- Ashley Heights
- Bowmore
- Dundarrach
- Falcon
- Five Points
- Godwin
- Linden
- Stedman
- Wade